# Juan Borja
Pour les articles homonymes, voir Borja.
Juan Bautista Borja est un pilote de vitesse moto espagnol né à Altea le 3 février 1970. 
Il commence sa carrière en Grand Prix en 1992 au Grand Prix d'Europe dans la catégorie 125 cm3, son unique course de la saison. Puis, pour la saison 1993, il est au guidon d'une Honda en catégorie 250 cm3, ainsi qu'en 1994.

En 1995, il passe dans la catégorie reine: la 500 cm3 jusqu'en 1999 ou il disparait de Grand Prix.

Il a marqué 10 points au championnat du monde des pilotes catégorie 250 cm3 et 218 points en catégorie 500 cm3 durant sa carrière.

À partir de 2000, il participe aux épreuves du Championnat du monde de Superbike.

## Carrière en Grand Prix
| Année | Cat.    | Équipe | Moto       | GP | Vict. | Podiums | Poles | Mtour | Pts | Position |
| ----- | ------- | ------ | ---------- | -- | ----- | ------- | ----- | ----- | --- | -------- |
| 1992  | 125 cm³ |        | Honda      | 1  | 0     | 0       | 0     | 0     | -   | -        |
| 1993  | 250 cm³ |        | Honda      | 11 | 0     | 0       | 0     | 0     | 5   | 29e      |
| 1994  | 250 cm³ |        | Honda      | 9  | 0     | 0       | 0     | 0     | 5   | 30e      |
| 1995  | 500 cm³ |        | ROC Yamaha | 13 | 0     | 0       | 0     | 0     | 52  | 12e      |
| 1996  | 500 cm³ |        | ELF 500    | 14 | 0     | 0       | 0     | 0     | 34  | 14e      |
| 1997  | 500 cm³ |        | ELF 500    | 14 | 0     | 0       | 0     | 0     | 37  | 17e      |
| 1998  | 500 cm³ |        | Honda      | 12 | 0     | 0       | 0     | 0     | 3   | 32e      |
| 1999  | 500 cm³ |        | Honda      | 16 | 0     | 0       | 0     | 0     | 92  | 12e      |